# Batalla de La Rochelle (1419)
La batalla de La Rochelle de 1419 (también llamada segunda batalla de La Rochelle) fue un enfrentamiento entre una flota castellana y otra flamenco-hanseática que tuvo lugar el 30 de diciembre de 1419 frente a la ciudad de La Rochelle. En su momento, la batalla llamó la atención por el uso de armas de fuego por parte de la flota castellana.